# Caranca (Álava)
Caranca (Karanka en euskera) es una localidad del concejo de Caranca y Mioma, que está situado en el municipio de Valdegovía, en la provincia de Álava, País Vasco (España).

## Despoblado
Forma parte de la localidad el despoblado de:
- Villapun.[1]

## Historia
Hacia mediados del siglo XIX, el lugar, ya por entonces perteneciente a Valdegovía, tenía contabilizada una población de 84 habitantes. Aparece descrito en el quinto volumen del Diccionario geográfico-estadístico-histórico de España y sus posesiones de Ultramar de Pascual Madoz con las siguientes palabras:

CARANCA: v. en la prov. de Alava (6 leg. á Vitoria), part. jud. de Anana (1 1/2), aud. terr. de Burgos (15 1/2), c. g. de las Provincias Vascongadas, ayunt. de Valdegovia (3/4). Corresponde alternativamente y en cada año, contando desde 1.º de marzo, á la dióc. de Burgos y Calahorra, cuyos prelados al arreglar en 1229 los lím. de su respectivo terr. ecl., otorgaron un instrumento de convenio, en el cual se hace mencion de esta v.: sit. á la der. del r. Homecillo en terreno desigual, combatida especialmente por los aires del N., los cuales hacen el clima frio, pero muy saludble. Tiene 26 casas, escuela de primeras letras dotada con 650 rs. anuales, á la cual asisten 21 niños; parr. (San Juan Evangelista) servida por un cura beneficiado; una ermita que nada de particular ofrece, y una fuente de buenas aguas para consumo de los vec. Confina el térm. N. Fresneda (1/4 leg.); E. Carcamo y Villanañe (1/2); S. Villanueva de Gurendes (3/4), y O. Astulez. Le cruza el mencionado r. Homecillo, sobre el cual hay un puente, confluyendo en el otro riach. denominado Tumecillo que nace en Villalba de Losa; sus aguas se utilizan para regar algunos pedazos de tierra y para dar impulso á 2 molinos harineros de cortos prod. El terreno es de mediana calidad; hácia el N. S. E. tiene diferentes montes poco arbolados, porque fueron incendiados durante la última guerra civil, y porque se les miró con descuido en dicha época, resultando que cualquier persona cortaba leñas á su arbitrio. Los caminos conducen á los pueblos comarcanos y se encuentran en mal estado; y el correo se recibe de Miranda de Ebro por el balijero de Villanañe, 3 veces á la semana. prod.: trigo, centeno, cebada, avena en corta cantidad, algunas legumbres, maiz, patatas y manzanas; se cria ganado vacuno, de cerda, lanar y cabrio, y caza de liebres, chochas, perdices y otras aves. pobl.: 20 vec., 84 alm. riqueza y contr.: con el ayuntamiento.
(Madoz, 1846, pp. 513-514)

En 2022, la entidad singular de población tenía empadronados quince habitantes y el núcleo de población, catorce.

## Demografía
| Gráfica de evolución demográfica de Caranca entre 2000 y 2017 |
|                                                               |
| Población de derecho según los censos de población del INE.   |

## Patrimonio
Hay en el lugar una iglesia de San Juan Evangelista.